# Tricondyloides
Tricondyloides is een kevergeslacht uit de familie van de boktorren (Cerambycidae). De wetenschappelijke naam van het geslacht werd voor het eerst geldig gepubliceerd in 1861 door Montrouzier.

## Soorten
Tricondyloides omvat de volgende soorten:
- Tricondyloides armatus Montrouzier, 1861
- Tricondyloides caledonicus Breuning, 1947
- Tricondyloides elongatus Breuning, 1939
- Tricondyloides humboldtianus Sudre & Mille, 2013
- Tricondyloides inermis Breuning, 1939
- Tricondyloides parinermis Breuning, 1978
- Tricondyloides persimilis Breuning, 1939
- Tricondyloides rugifrons Breuning, 1951